# 대니 로드릭
대니 로드릭(Dani Rodrik, 1957년 8월 14일~ )은 터키의 경제학자이자 하버드 케네디 스쿨의 국제정치경제학 포드 재단 교수이다. 그는 1957년 터키 이스탄불에서 태어났다.

## 생애
스파라드 유대인 가족에서 태어난 대니 로드릭은 전미경제연구소, 경제정책연구센터 (런던), 글로벌개발센터, 피터슨 국제경제연구소, 외교문제평의회와 연계하고 있으며 《Review of Economics and Statistics》의 공동 편집장이다.